# Aleksander Cichoń

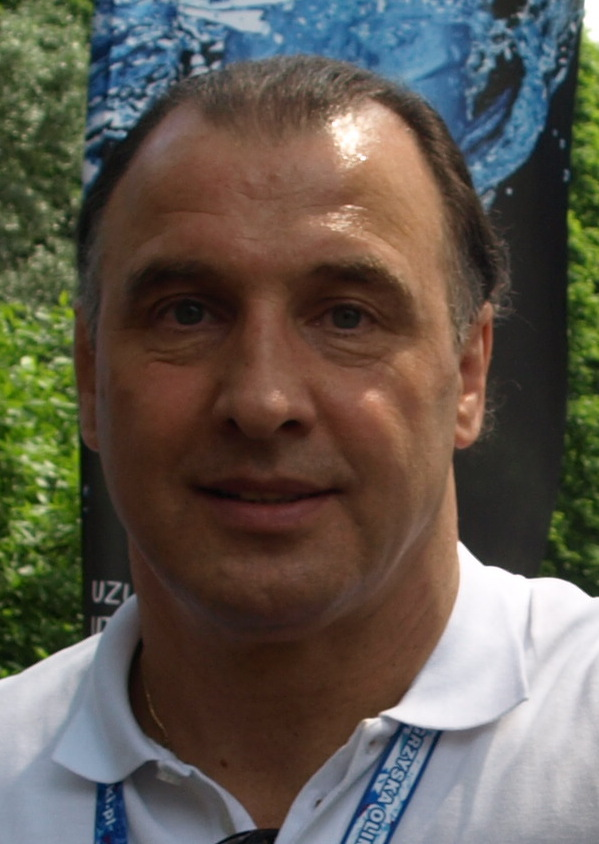
Aleksander Cichoń 2013

Aleksander Jan Cichoń (* 9. Dezember 1958 in Rzeszów, Polen) ist ein ehemaliger polnisch-deutscher Ringer. Er gewann die Bronzemedaille im freien Stil im Halbschwergewicht bei den Olympischen Spielen 1980 in Moskau und war sechsfacher deutscher Meister im Halbschwer- und Schwergewicht.

## Werdegang
Der deutschstämmige Cichoń begann 1973 bei Stal Rzeszów mit dem Ringen. Er entwickelte sich unter der Anleitung des Trainers Bronislaw Ginalski zu einem guten Freistilringer. Nach Erfolgen, die er als Junior in den Jahren 1977 und 1978 erzielte, wurde Cichoń 1979 in die polnische Nationalmannschaft der Freistilringer aufgenommen und dort von Eugeniusz Najmark betreut. Seine internationale Laufbahn begann Cichoń, der schon als junger Ringer ca. 90 kg wog, bei der Junioren-WM 1977 in Las Vegas. Er belegte dort den 5. Platz. Bei der Junioren-EM 1978 in Oulu gewann er im Halbschwergewicht seine erste internationale Medaille, die bronzene, als er hinter dem sowjetischen Sportler Sanassar Howhannisjan und dem Briten Antino auf den 3. Platz kam.
Im Jahre 1980 gewann er bei den Olympischen Spielen in Moskau die Bronzemedaille im Halbschwergewicht hinter Sanassar Howhannisjan und Uwe Neupert aus der DDR. Vorher war er schon bei der Europameisterschaft in Prievidza gestartet und dort nach Niederlagen gegen Uwe Neupert und Iwan Guinow aus Bulgarien auf den 5. Platz gekommen.
Im Jahre 1981 nahm Aleksander Cichoń am Großen Preis der Bundesrepublik Deutschland in Freiburg teil, bei dem er im Halbschwergewicht hinter Uwe Neupert und dem Schweizer Heinz Lengacher den 3. Platz belegte. Aleksander Cichoń setzte sich bei dieser Gelegenheit von der polnischen Mannschaft ab und bat in der Bundesrepublik Deutschland um politisches Asyl, das ihm auf Grund seiner deutschen Abstammung auch gewährt wurde. Er erhielt auch noch im selben Jahr die deutsche Staatsangehörigkeit.
Er rang ab 1981 in der Bundesliga-Mannschaft des AV Germania Freiburg-St. Georgen und wurde in den Jahren 1982 bis 1987 sechsmal in Folge deutscher Meister im freien Stil im Halbschwer- bzw. Schwergewicht. Er betätigte sich in Freiburg bis zu seinem Wechsel zum KSV Aalen, bei dem er bis 1989 rang, auch als Trainer. Im Jahre 1989 siedelte Aleksander Cichoń aus familiären Gründen, er hatte eine Engländerin geheiratet, nach London über. Dort war er bis 1993 Trainer beim britischen Ringerverband und wurde dann selbständiger Geschäftsmann in London.
Die internationale Karriere von Cichoń wurde durch seinen Wechsel aus dem kommunistischen Machtbereich stark beeinträchtigt. Er konnte an internationalen Meisterschaften in den Ostblockstaaten nicht teilnehmen und auch für die Olympischen Spiele 1984 in Los Angeles wurde ihm vom Internationalen Olympischen Komitee keine Startgenehmigung für die Bundesrepublik Deutschland erteilt, weil er 1980 schon für Polen bei Olympischen Spielen am Start gewesen war. Nach den damaligen Regeln durfte ein Sportler nur für ein Land an Olympischen Spielen teilnehmen.
So blieb die Teilnahme an der Europameisterschaft 1984 in Jönköping im Schwergewicht Cichońs einziger Start für Deutschland bei einer internationalen Meisterschaft. In Jönköping erreichte er einen 4. Platz. Gute Platzierungen erzielte er als deutscher Teilnehmer zwischen 1981 und 1985 auch bei internationalen Turnieren.

## Internationale Erfolge
(OS = Olympische Spiele, WM = Weltmeisterschaft, EM = Europameisterschaft, F = freier Stil, Hs = Halbschwergewicht, S = Schwergewicht, damals bis 90 kg bzw. 100 kg Körpergewicht)
- 1977, 5. Platz, Junioren-WM in Las Vegas, F, Hs, hinter Dan Severn, USA, Said Mustafow, Bulgarien, Wishart, Kanada und Barnin, UdSSR;

- 1978, 3. Platz, Junioren-EM in Oulu, F, Hs, hinter Sanassar Howhannisjan, UdSSR und Antino, Großbritannien und vor Brosteanu, Rumänien und Gerhard Stein, BRD;

- 1980, 5. Platz, EM in Prievidza, F, Hs, mit Siegen über Recep Kilic, Türkei und Michele Azzola, Italien und Niederlagen gegen Uwe Neupert, DDR und Iwan Guinow, Bulgarien;

- 1980, Bronzemedaille, OS in Moskau, F, Hs, mit Siegen über Amadou Diop, Senegal, Jean-Claude Biloa, Kamerun, Mick Pikos, Australien und Christophe Andanson, Frankreich und Niederlagen gegen Sanassar Howhannisjan und Uwe Neupert;

- 1981, 2. Platz, Turnier in Preßburg, F, Hs, hinter Waha Jawlojew, UdSSR und vor Brosteanu;

- 1981, 3. Platz, Großer Preis der Bundesrepublik Deutschland in Freiburg, F, Hs, hinter Uwe Neupert und Heinz Lengacher, Schweiz und vor Stefan Schäfer, BRD und Helmut Weickert, DDR;

- 1982, 2. Platz, Großer Preis der BRD in Aschaffenburg, F, Hs, hinter Uwe Neupert und vor Juraj Kuciurko, CSSR, Wilfried Colling und Stefan Schäfer, bde. BRD;

- 1984, 4. Platz, Großer Preis der BRD in Freiburg, F, Hs, hinter Uwe Neupert, Bodo Lukowski, BRD und S. Lutwiew, Bulgarien und vor D. Clark, Kanada und Jan Gorski, Polen;

- 1984, 4. Platz, EM in Jönköping, F, S, mit Siegen über Gianni Chelucci, Italien, Karl Gustavsson, Schweden und Vasile Pușcașu, Rumänien und Niederlagen gegen Magomed Magomedow, UdSSR und Tamasz Busse, Polen;

- 1985, 2. Platz, "Roger-Coulon"-Turnier in Clermont-Ferrand, F, Hs, hinter Peter Bush, USA und vor Torsten Wagner, DDR, Stephane Lamboley, Frankreich und Jan Gorski.

## Deutsche Meisterschaften
- 1982, 1. Platz, F, Hs, vor Winfried Colling, Aldenhoven und Willibald Liebgott, AV Reilingen,
- 1983, 1. Platz, F, Hs, vor Gerhard Glunk, Winzeln u Stefan Schäfer, Hösbach,
- 1984, 1. Platz, F, S, vor Winfried Colling und Michael Müller, Köllerbach,
- 1985, 1. Platz, F, S, vor Winfried Colling und Viktor Müller, Graben-Neudorf,
- 1986, 1. Platz, F, S, vor Winfried Colling und Rudolf Pesch, KSK Neuss,
- 1987, 1. Platz, F, S, vor Rudolf Pesch und Winfried Colling